# Van Meeuwen (geslacht)

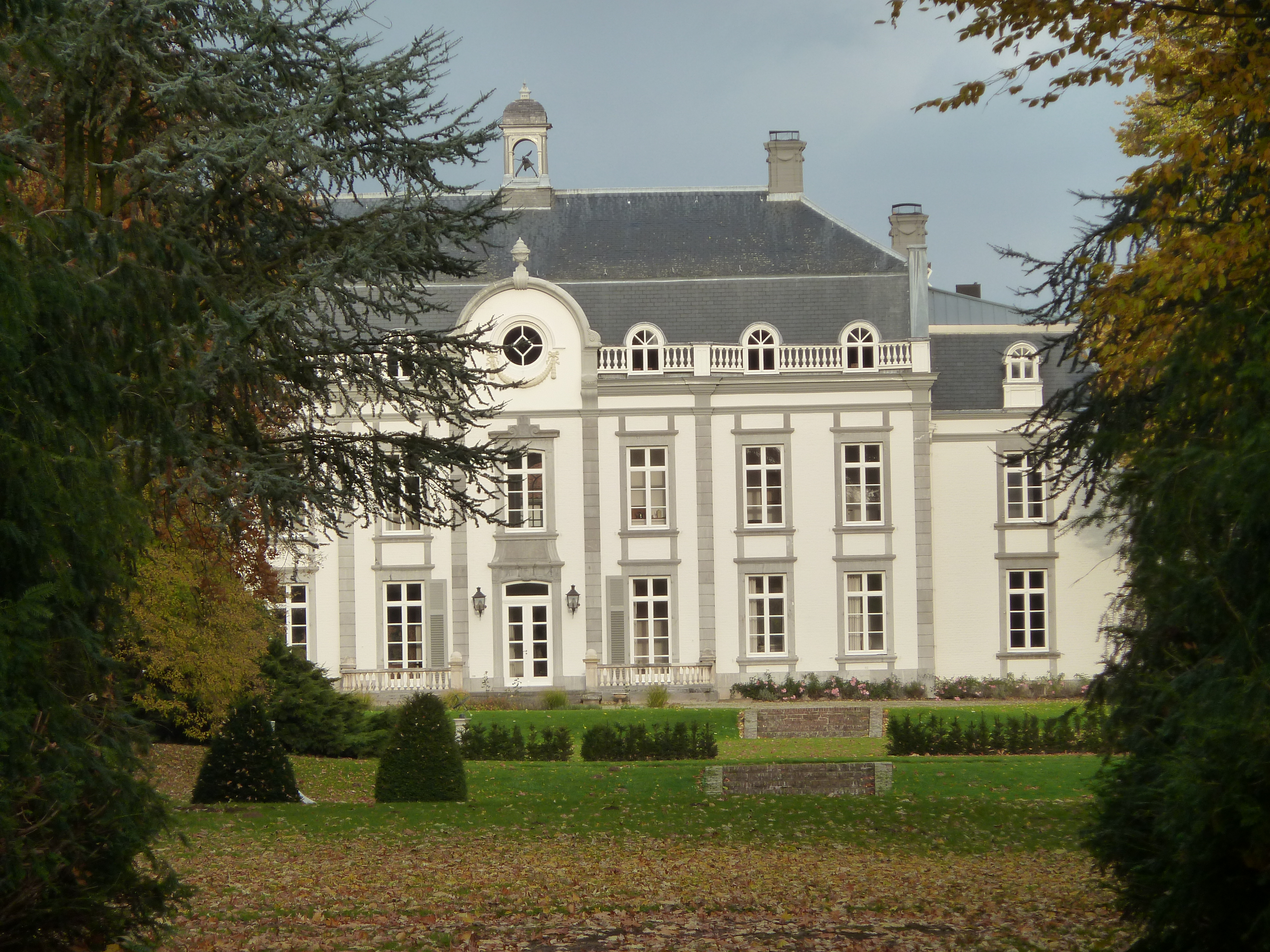
Kasteel Vliek gezien over de oprijlaan

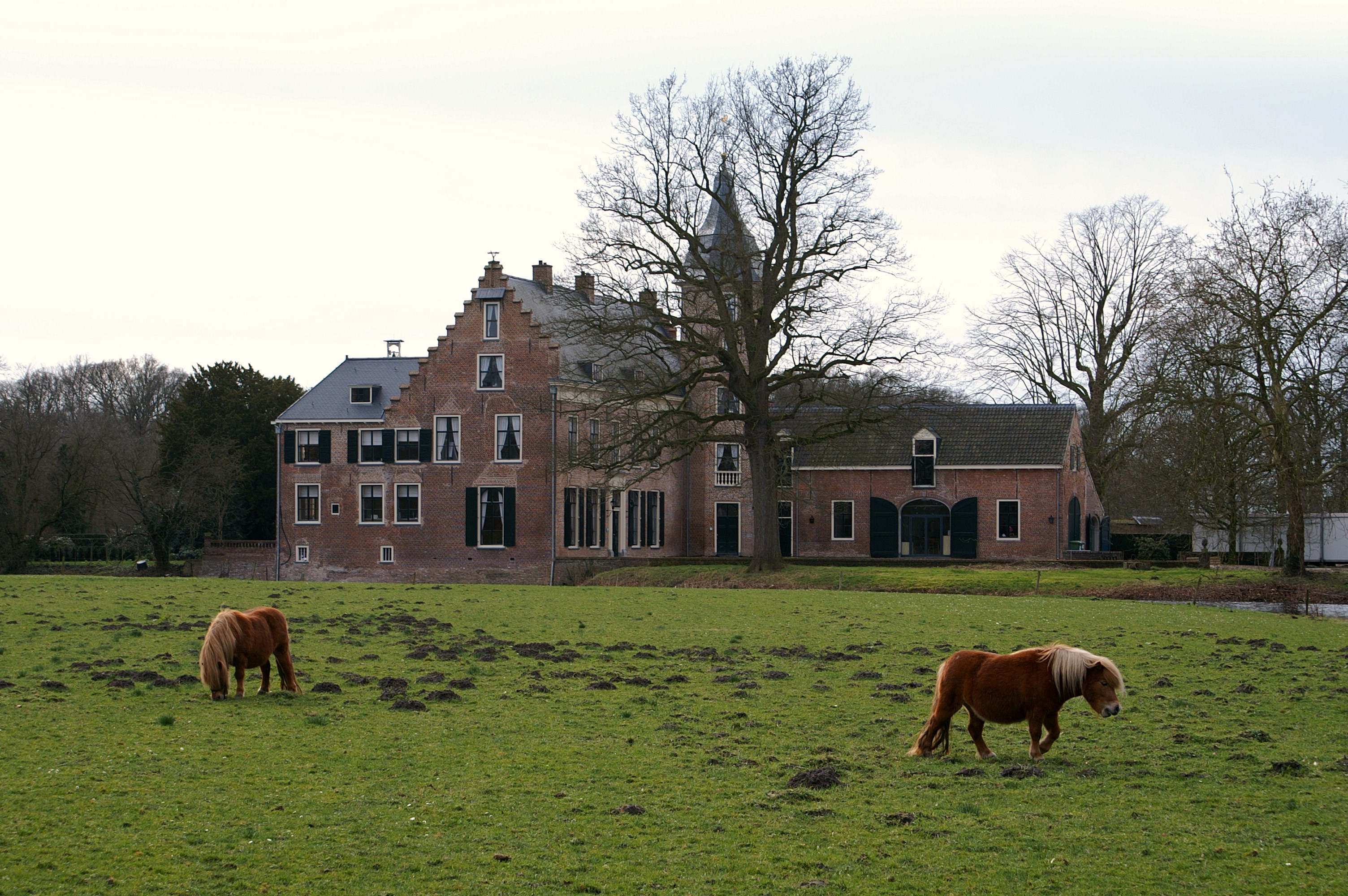
Kasteel Zwijnsbergen

Van Meeuwen is een Nederlands geslacht waarvan leden sinds 1834 tot de Nederlandse adel behoren.

## Geschiedenis
De stamreeks begint met Jan Jansz van Meeuwen die voor 13 juni 1609 overleed. Diens zoon wordt vermeld vanaf 1605 en was koperslager en keteleboeter te Megen. Een zoon van de laatste was schepen van Oss, en nazaten zouden daar ook bestuursfuncties vervullen. Telgen werden zowel bestuurders op lokaal, provinciaal als landelijk niveau. Daarnaast vervulden velen rechterlijke functies, zowel bij arrondissementsrechtbanken, gerechtshoven als bij de Hoge Raad der Nederlanden, de meesten na gepromoveerd te zijn in de rechten. Daarnaast hadden twee telgen zitting in de (oude) Ridderschap van Noord-Brabant tot 1850 toen deze nog een staatsrechtelijke taak had, waarover jhr. drs. W.M. van Meeuwen (1934-2020) in 2002 een doctoraalscriptie deed verschijnen, zelf in dat jaar voorzitter van de moderne ridderschap van Noord-Brabant. Telgen trouwden met andere, meest rooms-katholieke, bestuurders en edellieden. Er waren vijf telgen die trouwden met een lid van het bankiers- en verzekeraarsgeslacht Van Lanschot: (1896, 1897, 1903, 1922 en 1946).
Bij Koninklijk Besluit van 23 juli 1834 werd mr. Petrus Andreas van Meeuwen (1772-1848) verheven in de Nederlandse adel. In 1999 leefden er nog dertien mannelijke afstammelingen, de laatste geboren in 1996; enkelen van hen zijn in de jaren daarna overleden, anderen geboren, een laatste, voor zover bekend, in 2017.

## Enkele telgen
- Jhr. mr. Petrus Andreas van Meeuwen (1772-1848), lid van de (oude) Ridderschap van Noord-Brabant van 1839 tot zijn overlijden, lid van de Tweede Kamer
  -  Jkvr. Rose Marie Jeanne van Meeuwen (1801-1889); trouwde in 1825 met mr. Pieter Daniël Eugenius Macpherson (1792-1846), gouverneur; trouwde in 1850 met Albert Florent Joseph baron Prisse (1788-1856), Belgisch diplomaat en minister, lid van de familie Prisse
  -  Jhr. mr. Eduardus Johannes Petrus van Meeuwen (1802-1873), lid van de (oude) Ridderschap van Noord-Brabant van 1841 tot 1850 (1873, zijn overlijden), gouverneur, lid Tweede Kamer
    -  Jhr. mr. Pieter Maria Frans van Meeuwen (1837-1913), president gerechtshof; trouwde in 1866 met Elisabeth Julienne Magnée, vrouwe van Vliek (1843-1900)
      -  Jhr. mr. Pieter Leon van Meeuwen (1870-1921), vicepresident arrondissementsrechtbank, raadsheer Hoge Raad der Nederlanden
        -  Jhr. mr. Pieter Godfried Maria van Meeuwen (1899-1982), kantonrechter, lid Eerste Kamer, bewoner van en, net als zijn echtgenote, overleden op kasteel Vliek
          -  Jhr. Pieter Willem Maria van Meeuwen (1925-1999), burgemeester
            -  Jhr. Hendrik Lodewijk van Meeuwen (1926-1995), directeur bij Van Lanschot in Den Bosch
              -  Jhr. Pieter Eugène Marie van Meeuwen (1965), makelaar en chef de famille

            -  Jhr. drs. Willem Maria van Meeuwen (1934-2020), oud-staffunctionaris bij de Nederlandse Spoorwegen, schrijver over, sinds 1955 lid en laatstelijk voorzitter van de Noord-Brabantse ridderschap

    -  Jhr. mr. Lodewijk Cornelis Josephus Andreas van Meeuwen (1844-1927), president gerechtshof
      -  Jkvr. Louise Gerardina Rosa van Meeuwen (1875-1933); trouwde in 1896 met mr. Willem Maria van Lanschot (1869-1941), lid Eerste Kamer der Staten-Generaal 1911-†, president Krijgsraad te ‘s-Hertogenbosch 1914-1939, curator Katholieke Universiteit Nijmegen 1923-† en Nederlandse Handels-Hogeschool te Rotterdam 1931-†, gedelegeerde ontwapeningsconferentie en assemblée Volkenbond Genève, lid van de familie Van Lanschot
      -  Jhr. mr. Eduard Anton Eugène van Meeuwen (1876-1946), vicepresident gerechtshof
        -  Jkvr. Emilia Louise Josèphe Marie van Meeuwen (1907-1970); trouwde in 1929 met Willem baron Michiels van Kessenich, heer van Kessenich en Hunsel (1948) en van Verduynen (1968) (1902-1992), burgemeester
        -  Jkvr. Louise Marie (Louky) van Meeuwen (1922-1994); trouwde in 1946 met Willem Charles Jean Marie van Lanschot (1914-2001), bankier en verzetsstrijder

      -  Jkvr. Maria Johanna Henrica van Meeuwen (1882-1957); trouwde in 1903 met mr. Frans Johan van Lanschot (1875-1949), lid gemeenteraad 1907-1917 en burgemeester 1917-1941 van ‘s-Hertogenbosch, bewoners van kasteel Zwijnsbergen

### Adellijke allianties
- Prisse (1850), Michiels (1896 en 1929), Van Hugenpoth (1897), Quarles (1924), Backer (1937), De Constant Rebecque (1964), Van Hövell (1980)

## Juridische proefschriften van telgen
- Eduardus Van Meeuwen, Specimen inaugurale juridicum, exponens quæstiones varii argumenti, quod ... Leodi [Luik], 1823.
- Pieter Maria Frans van Meeuwen, Academisch proefschrift over de wet van 13 aug. 1849 (Staatsbl. no. 39) regelende de toelating en uitzetting van vreemdelingen, en de algemeene voorwaarden op welke, ten aanzien van hunne uitlevering, verdragen met vreemde mogendheden kunnen gesloten worden. Leyden, 1859.
- Lodewijk Andreas Joseph van Meeuwen, Beschouwingen over de Artikelen 562-564 B.W. Leiden, 1867.
- Pieter Leon van Meeuwen, Het eigendomsrecht op niet bevaarbare noch vlotbare rivieren. Leiden, 1896.
- Eduard Anton Eugène van Meeuwen, Het Domicilie naar het Burgerlijk Wetboek. Utrecht, 1902.
- Pieter Godfried Maria van Meeuwen, Het Haagsche huwelijksverdrag. Leiden, 1924.